# Pierwiosnek Siebolda

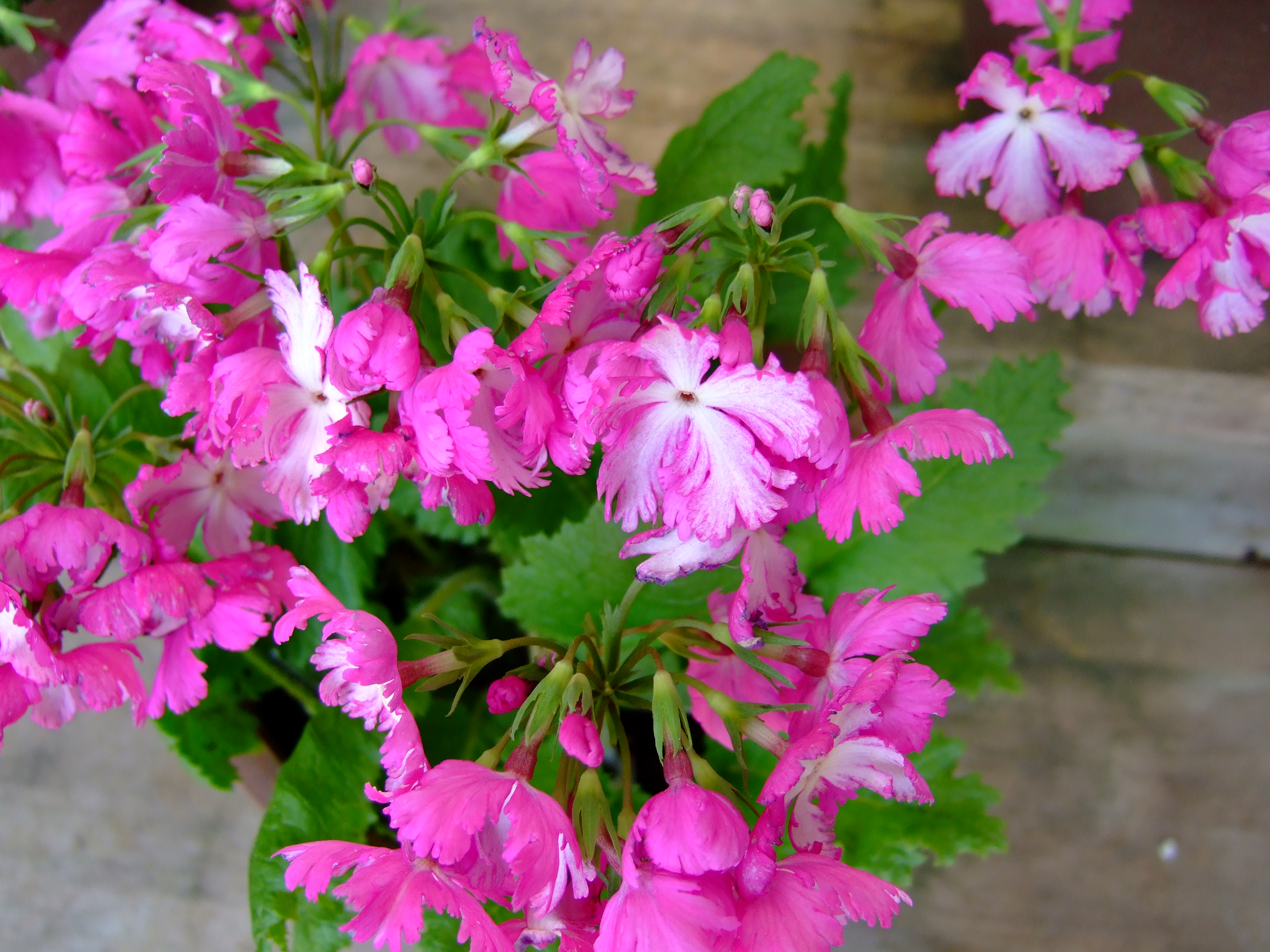
Jedna z odmian

Pierwiosnek Siebolda (Primula sieboldii) – gatunek rośliny  należący do rodziny pierwiosnkowatych. Pochodzi z Azji. W Polsce jest uprawiany jako roślina ozdobna

## Morfologia
PokrójBylina tworząca pełzające kępy o wysokości 20–30 cm.
LiścieWszystkie liście są odziomkowe. Są duże, sercowate, pomarszczone, jasnozielone. Obumierają  po przekwitnięciu rośliny
KwiatyDuże, promieniste, zebrane w kilkukwiatowe baldachy  wyrastające na krótkich głąbikach z każdej kępy. U typowej formy są różowe, u odmian mają różny kolor.

## Zastosowanie
Uprawiana jest ze względu na swoje kwiaty jako roślina ozdobna. Kwitnie w maju. Nadaje się na rabaty wśród roślin zakwitających późną wiosną. W związku z tym, że po przekwitnięciu szybko obumierają jej liście, nie nadaje się do pokrywania większych powierzchni. Roślina krótkowieczna. W Japonii był  uprawiany już w okresie Edo (1603-1687) jako roślina doniczkowa.  Na przedmieściach Edo (obecne Tokio) obsadzono nim duże obszary. Były one masowo odwiedzane i podziwiane przez okoliczną ludność. W latach 50. XX wieku pierwiosnki na przedmieściach Ukimagahara wyginęły z powodu zanieczyszczeń rzeki Arakawa. W latach 60. powstał Klub Ochrony pierwiosnka Siebolda. Dzięki jego staraniom uratowano gatunek, znaleziono miejsce do jego uprawy i organizuje się corocznie w parku Ukima Festiwal Pierwiosnka. Pod koniec XX wieku rozpowszechniła się jego uprawa w wielu krajach świata poza Japonią.

## Uprawa
- Wymagania. Wymaga próchnicznej i średnio wilgotnej gleby. Stanowisko powinno być lekko zacienione. W czasie upałów należy podlewać. Corocznie należy glebę ściółkować liśćmi.
- Rozmnażanie. Najłatwiej przez podział kęp wczesną wiosną.

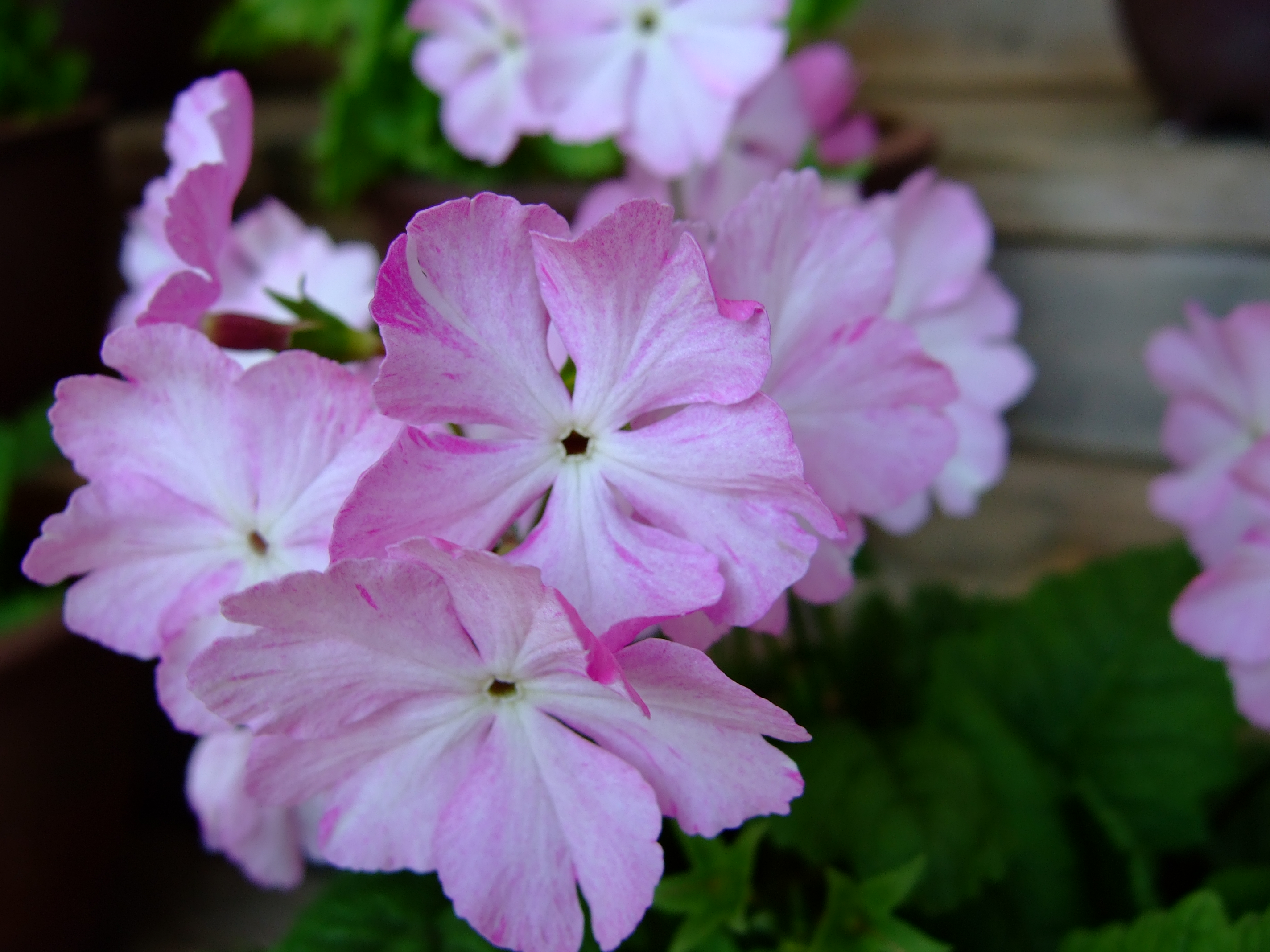
Kwiaty jednej z odmian